# Горњи Суви До
Горњи Суви До (алб. Suhodoll i Epërm) је насеље у општини Косовска Митровица, Косово и Метохија, Република Србија.

## Географија
Село је у плиткој долини потока са кућама северозападно од Доњег Сувог Дола на Ибру. Оно се дели на Горњу Малу и Доњу Малу.

## Историја
Село је постало насељавањем беговских чипчија крајем прве половине 19. века и старије је од бившег черкеског насеља у Доњем Сувом Долу. Назив „Суходо“ забележен је 1760, а као „Сухи Дол“ 1771. године. Оба записана назива показују, да је село 18. века било српско, које се у почетку 19. века раселило, а на његово место су дошли чипчије мухамеданци. Одсељени хришћани имали су гробље на Кукавичком Брду код Косовске Митровице а сада је између Горњег и Доњег Сувог Дола. Мухамеданци имају гробље у Доњем Сувом Долу.

## Порекло становништва по родовима
Родови у Доњој Мали
- Јакшићи, Петронијевићи (3 куће).
- Миливојевићи (2 куће, Света Петка). Бјелопавлићи (зову их и Шућуријама), прадед из колашинског села Газивода. Имају одељаке у Газиводама и Доњем Јасеновику y Колашину на Ибру.
- Сочани (3 куће). Пмухамедањени Хоти из околине Ђаковице, били неко време у селу Жабарима на десној страни Ибра, па дед прешао овамо.

Родови у Горњој Мали
- Станковићи (7 кућа).
- Јевтићи (6 кућа, Св. Стеван). Од два насељена брата из Црне Горе, по предању су од Пламенаца, одељаци су Тимотијевићима и Радовановићима у Доњој Кориљи.
- Бабовићи (2 куће).
- Васојевићи досељени из Козарева 1946. године.[1]

## Демографија
| Демографија | Демографија | Демографија |
| Година      | Становника  | Становника  |
| ----------- | ----------- | ----------- |
| 1991.       | 244         |             |